# Катанское
Катанское (укр. Катанське) — село,
Катанский сельский совет,
Великописаревский район,
Сумская область,
Украина.
Код КОАТУУ — 5921282501. Население по переписи 2001 года составляло 504 человека.
Является административным центром Катанского сельского совета, в который, кроме того, входит село
Березовка.

## Географическое положение
Село Катанское находится на левом берегу реки Ворсклица, которая через 3 км впадает в реку Ворскла,
выше по течению на расстоянии в 4,5 км расположено село Солдатское,
ниже по течению на расстоянии в 2 км расположен пгт Кириковка,
на противоположном берегу — село Каменецкое (Тростянецкий район).
На расстоянии в 1 км расположено село Ивановка.
Река в этом месте извилистая, образует лиманы, старицы и заболоченные озёра.

## История
- 1699 — дата основания как село Вилы.
- 1905 — переименовано в село Катанское.

## Экономика
- Агрофирма «Катанское», ООО.

## Объекты социальной сферы
- Клуб.

## Известные люди
- Балычев, Иван Моисеевич — уроженец села, Герой Советского Союза.